# Michel Laurent (ingénieur du son)
Pour les articles homonymes, voir Michel Laurent et Laurent.
Michel Laurent, né le 14 juin 1936 à Poitiers, mort le 4 février 2024 à Bergerac (Dordogne), est un ingénieur du son français spécialisé dans le cinéma, qui a reçu le César du meilleur son en 1981 pour le film Le Dernier Métro réalisé par François Truffaut.

## Biographie
Né à Poitiers, il fait ses études à Périgueux, puis s’installe en région parisienne.
En 1965, il commence sa carrière dans le cinéma comme perchman sur le film La Grande Vadrouille puis devient en 1974 ingénieur son sur le film L'Histoire d'Adèle H. de François Truffaut, réalisateur avec lequel il fera de nombreux films.
Dans les années 1970, il s'associe à la création d’une société de repiquage/sonothèque et développe un système de perche télescopique, de fixation et de bonnette micro.
Exceptionnellement en 1977, il passe devant la caméra pour un petit rôle d'officier marinier dans L'Homme qui aimait les femmes de François Truffaut.
Avec Sierra Production, il participe au tournage du film de cinq rallyes Paris-Dakar.
Après une retraite heureuse dans sa région d’adoption la Dordogne ou il a sacrifié à quatre de ses passions : la Dordogne, la cuisine, l’aviation (il est breveté pilote) et le cinéma, le 4 février 2024 il décède et repose au cimetière de Mussidan (Dordogne).

## Filmographie
- 1968 : L'Araignée d'eau de Jean-Daniel Verhaeghe
- 1968 : S.W.B de Gérard Pirès
- 1969 : Hoa-Binh de Raoul Coutard
- 1970 : Le Genou de Claire de Éric Rohmer
- 1972 : La Vallée de Barbet Schroeder
- 1973 : La Course en tête de Joël Santoni
- 1974 : L'Histoire d'Adèle H. de François Truffaut
- 1975 : F… comme Fairbanks de Maurice Dugowson
- 1975 : L'Argent de poche de François Truffaut
- 1976 : L'Exercice du pouvoir de Philippe Galland
- 1976 : L'Homme qui aimait les femmes de François Truffaut
- 1976 : L'Ombre des châteaux de Daniel Duval
- 1977 : La Part du feu de Étienne Périer
- 1977 : La Chambre verte de François Truffaut
- 1978 : Passe ton bac d'abord de Maurice Pialat
- 1978 : L'Amour en fuite de François Truffaut
- 1980 : La légion saute sur Kolwezi de Raoul Coutard
- 1980 : Celles qu'on n'a pas eues de Pascal Thomas
- 1980 : Le Dernier Métro de François Truffaut
- 1981 : Cargo de Serge Dubor
- 1981 : La Femme d'à côté de François Truffaut
- 1982 : J'ai épousé une ombre de Robin Davis
- 1982 : Banzaï de Claude Zidi
- 1982 : Le Quart d'heure américain de Philippe Galland
- 1984 : Tir à vue de Marc Angelo
- 1985 : Le Mariage du siècle de Philippe Galland
- 1985 : Le hasard mène le jeu, court métrage de Pierre Chenal
- 1990 : La Femme fardée de José Pinheiro
- 1991 : Diên Biên Phu de Pierre Schoendoerffer
- 2000 : Le Margouillat de Jean-Michel Gibard

La Grande Vadrouille